# Upravljanje softverskom konfiguracijom
Upravljanje softverskom konfiguracijom (eng. software configuration management, kratica SCM) je pojam iz programskog inženjerstva. Predstavlja praćenje i nadziranje promjena u softveru. Upravljanje konfiguriranjem uključuje nadzor inačica i uspostavu osnovnih crta.
Upravljanje softverskom konfiguracijom odgovara na pitanje "Netko je nešto napravio, kako bi se to moglo reproducirati?" Problem se često saastoji u tome da se to nešto ne reproducira u istovjetnom obliku, nego u nadziranim promjenama prema boljem. Odgovarajući na pitanje uspoređuje se različite rezultate i analizira njihove razlika. Tradicijsko upravljanje konfiguracijom obično se usredotočuje na nadzirano stvaranje odnosno jednostavnih proizvoda. Danas se osobe koje primjenjuju upravljanje softverskom konfiguracijom suočavaju s time što se bave malim pomacima nabolje a pod njihovih nadzorom, u surječju složenog sustava koji razvijaju. Prema jednoj drugoj jednostavnoj definiciji, upravljanje softverskom konfiguracijom je kako se nadzire evoluciju softverskog projekta.

## Vanjske poveznice
- Software Configuration Management and ISO 9001, autora Roberta Bamforda i Williama Deiblera, SSQC
- Primjeri uporabe i primjene aplikacije upravljanja životnim ciklusom
- Usporedne strategije razvitka upravljanja softverskom konfiguracijom
- iNTCCM  Arhivirana inačica izvorne stranice od 3. lipnja 2015. (Wayback Machine), iNTernational Certification for Configuration Management professionals